# 派鲁
派鲁（法語：Payroux，法語發音：[pɛʁu]）是法国新阿基坦大区维埃纳省的一个市镇，位于该省南部，属于蒙莫里永区。

## 地理
派鲁（46°12'55"N, 0°29'6"E）面积30.05 平方千米，位于法国新阿基坦大区维埃纳省，该省份为法国中西部省份，北起曼恩-卢瓦尔省和安德尔-卢瓦尔省，西接德塞夫勒省，南至夏朗德省，东南接上维埃纳省，东临安德尔省。
与派鲁接壤的市镇（或旧市镇、城区）包括：拉沙佩勒巴通、沙鲁、加尔尼耶堡、茹塞、莫普雷瓦尔、圣马丹拉尔、于松迪普瓦图。

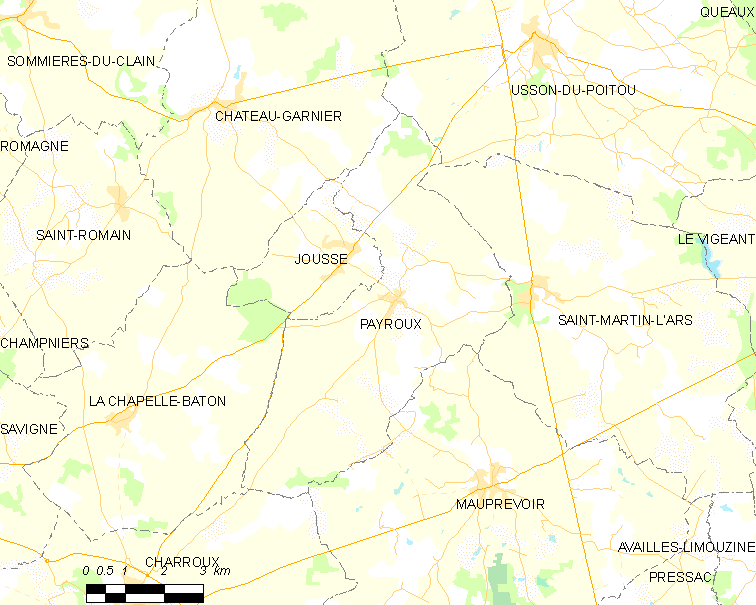
派鲁的OSM定位图

派鲁的时区为UTC+01:00、UTC+02:00（夏令时）。

## 行政
派鲁的邮政编码为86350，INSEE市镇编码为86189。

## 政治
派鲁所属的省级选区为锡夫赖县。

## 人口

1962-2008年间派鲁人口变化图示

派鲁于2022年1月1日时的人口数量为463人。